# Sa Vinyola
Sa Vinyola és una possessió del terme municipal de Campos, Mallorca situada entre Son Pau, Son Andreu, Sa Vinyoleta i Son Pere Jaia. N'era propietària la família dels Mas de Campos i el 1647 la dividiren entre els germans Rafel i Guillem. Confrontava amb Son Catlar, la marina d'en Mas, Son Artigues, la ribera de la mar i la possessió llucmajorera d'Es Llobets. Tenia cases amb una torre de defensa de planta quadrangular i molí de sang. Era dedicada al conreu de cereals, i a la ramaderia ovina, porquina i cabrum. El 1686 pertanyia a l'heretat de Guillem Mas; i el 1768 a l'honor Bartomeu Mas. Els segles xix i xx fou establerta.